# 1766 Slipher
1766 Slipher è un asteroide della fascia principale. Scoperto nel 1962 dal Goethe Link Observatory, vicino Brooklyn nell'Indiana, nell'ambito dell'Indiana Asteroid Program.
Presenta un'orbita caratterizzata da un semiasse maggiore pari a 2,7505331 UA e da un'eccentricità di 0,0853078, inclinata di 5,22197° rispetto all'eclittica.
L'asteroide è dedicato agli astronomi statunitensi Vesto ed Earl Slipher.